# Сяйво книги
«Сяйво книги» — одна із найстарших книгарень у центрі м. Києва за адресою: Велика Васильківська вулиця, 6. В кінці 2009 на початку 2010 рр. опинилась в центрі уваги ЗМІ через скандал довкола її приватизації.

## Історія
1944 року на вул. Володимирській, 44, у м. Києві, звільненому від німецької окупації, було відкрито невелику книгарню з назвою «Сяйво» за сприяння Літфонду СРСР. Через деякий час, а саме 1961 року, у зв'язку з розширенням, книгарня була переведена за новою адресою: вул. Червоноармійська (нині Велика Васильківська), 6. У стінах книгарні проводили літературні читання такі корифеї української літератури, як Остап Вишня, Максим Рильський, Павло Тичина.
З приходом незалежності (1990—1991 роки) змінилася форма власності книгарні. Власником став трудовий колектив. Надалі було залучено інвесторів для ремонту книгарні з передачею до їх власності частки статутного фонду. Книгарня співпрацювала з понад 300 видавництв України та перебувала у власності ТОВ «Книжковий супермаркет».

## Сьогодення

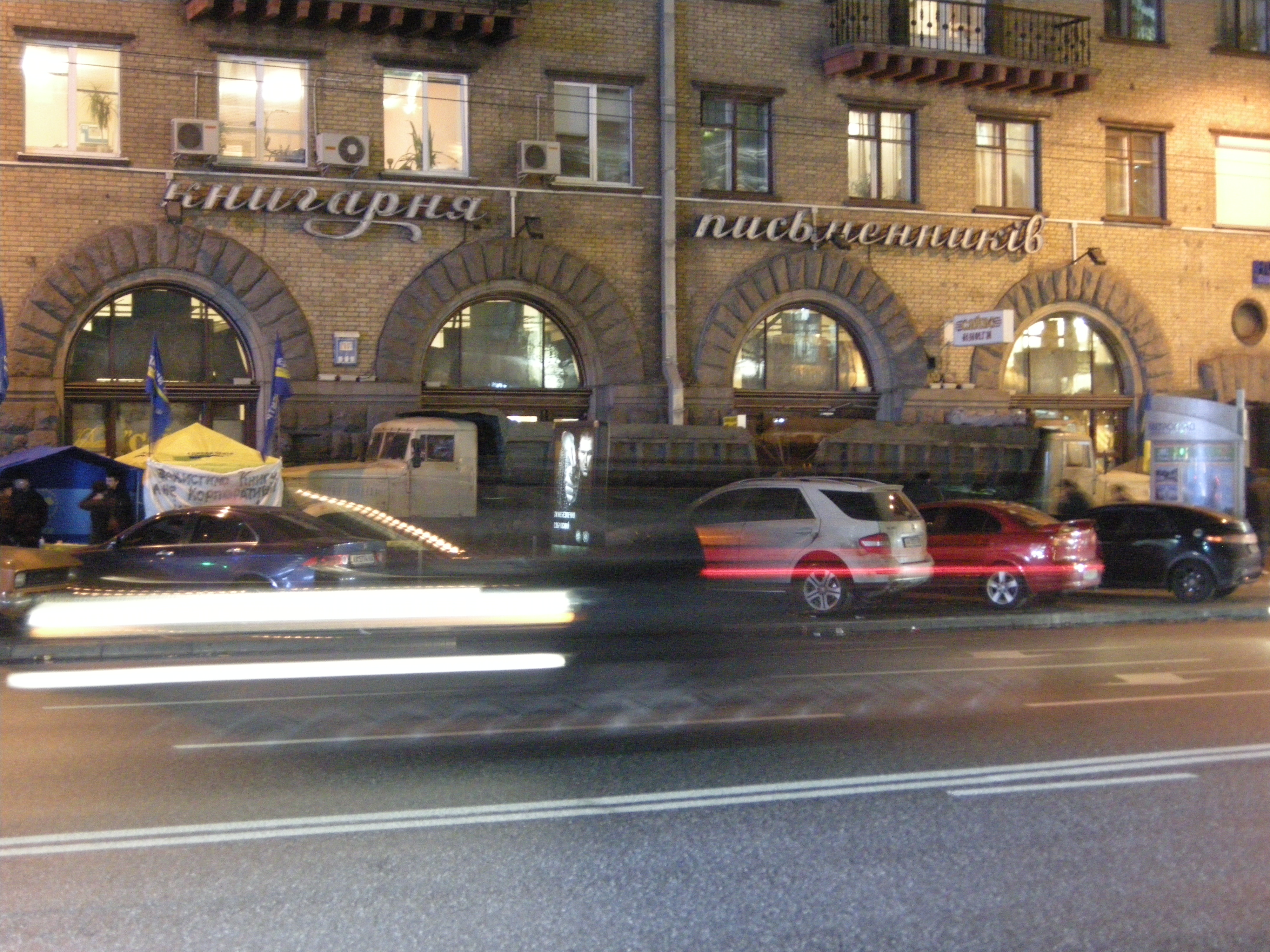
Обложена книгарня «Сяйво», 22 лютого 2010 року

«Сяйво» до захоплення, 11 лютого 2010 року

Книгарня опинилась в центрі скандалу, довкола її неоднозначної приватизації, в кінці 2009 на початку 2010 років. Книгарня була захоплена і зазнала руйнації з боку рейдерів і припинила свою діяльність. Право власності після проведення аукціону на книгарню було передано ТОВ «Абриль-студіо», яке здало книгарню в оренду ТОВ «Українська книга». Виник конфлікт між обома власниками і судова тяганина. Громадські організації Києва проводять акції проти припинення діяльності книгарні.
9 листопада 2011 року у приміщенні колишньої книгарні «Сяйво» відбулося відкриття «оновленої» книгарні «Сяйво книги», як «першого магазині книжкової муніципальної мережі». «Сьогодні ми відновили справедливість, яка полягає в тому, що цей магазин, який, чесно кажучи, був украдений у киян, ми повертаємо у власність нашого міста», — заявив під час відкриття голова Київської міськдержадміністрації Олександр Попов. Водночас представники трудового колективу колишньої книгарні «Сяйво» провели акцію протесту проти незаконності позбавлення їх робочих місць і відкриття нової книгарні у приміщені колишньої.